# کلودی اوسار
کلودی اوسار (فرانسوی: Claudie Ossard‎؛ ‏تلفظ در فرانسوی: [klodi ɔsaʁ]؛ زادهٔ ۱۶ دسامبر ۱۹۴۳) تهیه‌کننده فیلم اهل فرانسه است. وی به‌ویژه همکاری نزدیکی به کارگردان مشهور فرانسوی ژان-پیر ژونه داشته است.
از فیلم‌هایی که وی در آن‌ها نقش داشته است، می‌توان به داستان‌هایی از کرونن، کوکو شنل و ایگور استراوینسکی، ریکی، پاریس، دوستت دارم، سرنوشت شگفت‌انگیز املی پولن، شهر کودکان گمشده، رؤیای آریزونا، اغذیه‌فروشی، مارکی، بتی بلو و دیوا اشاره نمود.